# Teodor de Celles
Teodor de Celles (Castell de Vêves a Celles, prop de Dinant, principat de Lieja, avui a Bèlgica, ca. 1166 - Clairlieu, prop d'Huy, 18 d'agost de 1236) fou un canonge de Lieja, fundador de l'orde dels Canonges Regulars de l'Orde de la Santa Creu. És venerat com a beat per l'Església catòlica.

## Biografia

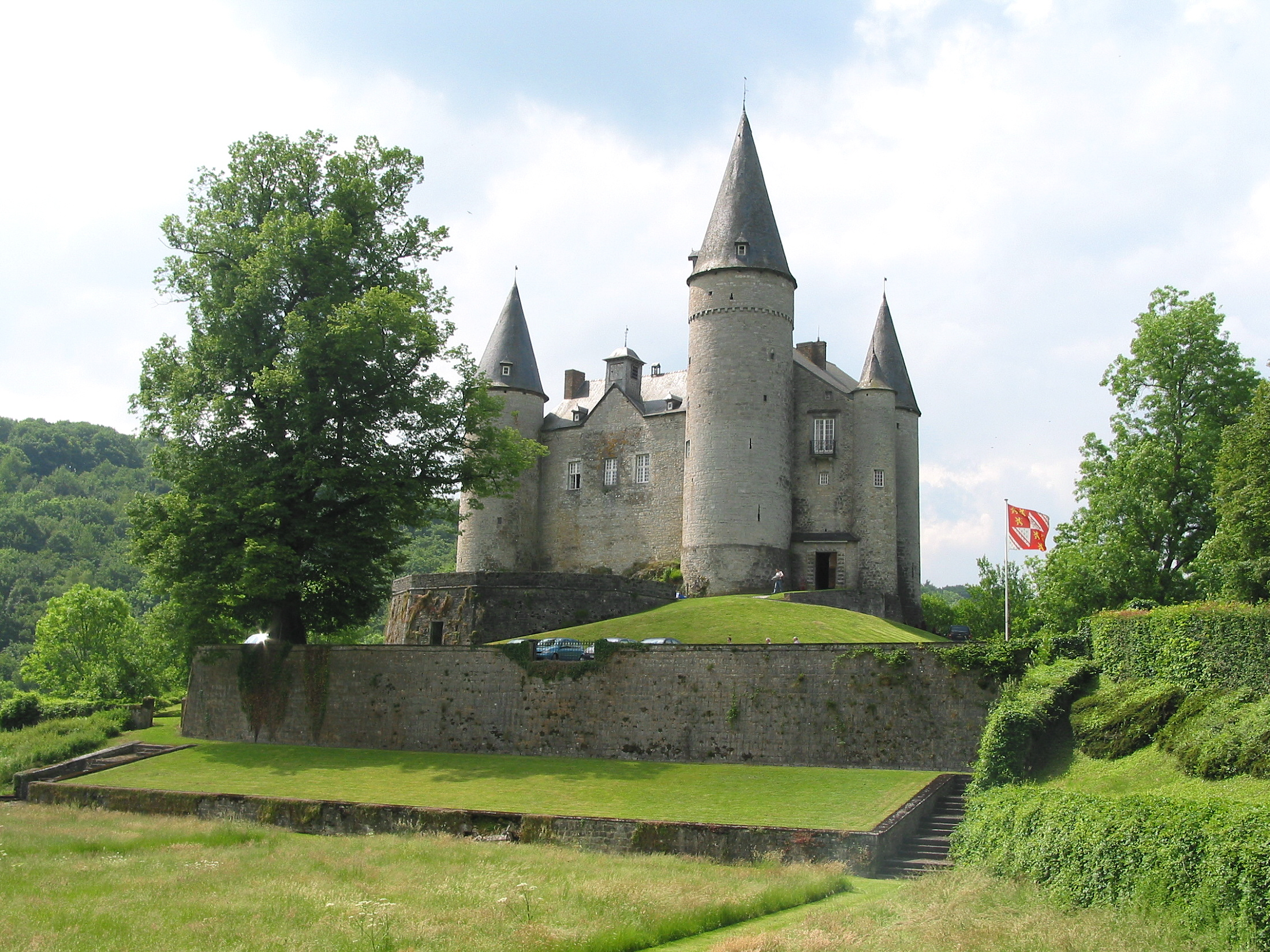
Castell de Vêves

És citat per primer cop en data molt tardana, al segle xvii, a l'obra Chronicon Cruciferorum, sive, Synopsis memorabilium Sacri et Canonici Ordinis Sanctae Crucis d'Henricus Russelius, ja que les fonts més antigues havien estat destruïdes pels mateixos reformadors de l'orde. La seva biografia, per això, és discutida.
Algunes tradicions el fan nascut el 1166 al castell de Celles, prop de Dinant, fill del comte Wautier de Beaufort i d'Oda de Celles. Segons Russelius, Theodoricus de Cellis va participar en la Tercera Croada, on acompanyà el bisbe Radulf de Lieja en 1189. Llavors va visitar Jerusalem i conegué els Canonges Regulars del Sant Sepulcre. Desencantat per les croades i atret per l'estil de vida dels canonges, basat en la pregària comunitària i l'apostolat, Teodor va demanar al bisbe de Lieja d'ésser canonge a la catedral de Sant Lambert de Lieja i en tornar-hi n'ocupà el lloc.
Ja canonge, va treballar per la renovació i la refomra de la vida i la regla dels canonges regulars del capítol. Després d'un viatge al sud de França, on predicà contra els albigesos, va tornar a Lieja i renuncià a la seva canongia. Va viure llavors prop de la capella de San Teobald, a la rodalia d'Huy, en un lloc anomenat Clarus Locus (Clairlieu): professaren vots a Lieja el 14 de setembre de 1211, dedicats a l'apostolat de l'hospitalitat, atenent malalts i necessitats. En 1214, Teodor, que havia atret alguns seguidors que vivien amb ell segons la Regla de Sant Agustí, com els canonges, van demanar l'aprovació del seu estil de vida en comú. Teodor va anar a Roma i el papa Innocenci III va confirmar el seu nou orde religiós el 3 de maig de 1216. L'orde fou conegut com a Orde de la Santa Creu o dels Germans de la Santa Creu.
Teodor de Celles va morir com a primer prior de Clairlieu en 1236.